# فيكتور باكمان
فيكتور باكمان (بالسويدية: Victor Backman)‏ هو لاعب هوكي جليد سويدي، ولد في 16 يونيو 1991 في Öckerö ‏ في السويد.

## وصلات خارجية
- فيكتور باكمان على موقع EliteProspects.com (الإنجليزية)
- فيكتور باكمان على موقع HockeyDB.com (الإنجليزية)